# 進捗インジケータ
進捗インジケータ（しんちょくインジケータ、英語: progress indicator）とは、ユーザインタフェース（キャラクタユーザインタフェース(CUI)、テキストユーザインタフェース(TUI)、グラフィカルユーザインタフェース(GUI)）の要素の一つで、何らかの操作が進行中であり、システムがハング中またはユーザ入力の待機中ではないことをユーザに通知することを目的としている。多くの場合、システムがどの程度までタスクを進めたかの推定値を合わせてユーザに提供する。

## 進捗インジケータの例
- プログレスバー - 通常は横向き（水平）のバーで、プロセスが完了すると徐々に色で塗りつぶされる。
- スローバー（英語版） - プログラムのインターフェース内の画像で、ソフトウェアがビジーであるときにアニメーション化されるもの。
- スプラッシュスクリーン - プログラムのロード中に画面に表示される画像
- マウスポインタ（英語版）の砂時計や回転する風車（スピニングピンホイール（英語版））への変化により、アクティブなプロセスが完了するまで何もクリックしてはならないことをユーザに示す。
- 進捗率をパーセントにより文字で表す。